# 레드불 캔유메이킷?
레드불 캔유메이킷(Red Bull Can You Make It)은 참가자들이 레드불만을 가지고 물물교환을 통해7일 간여행에 필요한 모든 경비를 해결해야 하는 신개념 유럽 일주 대회이다.

## 대회 방식
참가자들은 본인들만의 여행 경로를 스스로 계획해야 하며,유럽 곳곳에 마련된 체크 포인트 지점 중 최소 6곳을거쳐 최종 목적지에 도착해야 한다.체크 포인트 지점을 방문한 참가자들에게는 이번 대회의 유일한 여행 경비인 레드불 캔이 추가 제공되며체크 포인트 지점에 준비된 미션을 성공할 시 가산점이부여된다.또한 참가자들은 어드벤처 리스트의 미션을 완수한 뒤이를 사진이나 비디오로 증명하여추가 점수를 획득할 수 있다. 이 외에도 여행 도중 참가자들이 SNS에 포스팅한 컨텐츠들은 서포터들의 공유 및 좋아요 수에 따라 가산점을 가져가게 된다.
대회 도중에는 개인 소유의 현금, 신용카드, 직불카드, 전자 기기의 사용이 금지되어 있다. 참가자들은 주최 측으로부터 레드불 24캔과 함께 팀 휴대폰, 지도, 비즈니스 카드, 안전 지침서, 배낭이 포함된 웰컴 키트(Welcome Kit)만을 제공받아 사용할 수 있다.

## 역대 대회정보
| 연도 | 회                            | 대회 장소 |
| ---- | ----------------------------- | --------- |
| 2014 | 2014 레드불 캔유메이킷 결승전 | 유럽      |